# Thorectes geminatus
Thorectes geminatus är en skalbaggsart som beskrevs av Géné 1839. Thorectes geminatus ingår i släktet Thorectes och familjen tordyvlar. Inga underarter finns listade i Catalogue of Life.